# Choybalsan (cidade)
Choibalsan (mongol Чойбалсан) é a quarta maior cidade da Mongólia e a capital da aymag (província) de Dornod. O nome da cidade era Bayan Tumen (Баян Тумэн) até 1941, quando foi renomeada pelo líder comunista Khorloogiin Choibalsan. Tem uma população de 41 714.